# モラクセラ
モラクセラ属（Moraxella）は、Pseudomonadota門ガンマプロテオバクテリア綱シュードモナス目モラクセラ科に分類される真正細菌の属の一つである。グラム陰性球菌であり、ヒトや動物の口腔・上気道・性器の粘膜における常在菌である。
呼吸器感染症ではモラクセラ・カタラーリス（Moraxella catarrhalis）が主である。成人市中肺炎の起炎菌としてはしばしば検出される。β-ラクタマーゼ産生菌がほとんどであり、治療に際しては抗生物質の選択に留意する必要がある。アモキシシリン/クラブラン酸合剤、ST合剤、経口第2世代又は第3世代セフェム系、アジスロマイシン、クラリスロマイシン、フルオロキノロン系が推奨される。
モラクセラ・オスロエンシス（Moraxella osloensis）は洗濯物の部屋干しの際に発生する悪臭の原因菌であることが同定された。この菌は、増殖する際に雑巾のような悪臭を発生する4-メチル-3-ヘキセン酸という物質を作る。